# دجي-يونغ كيم
دجي-يونغ كيم (هانغل: 김지영) هي راقصة باليه كورية جنوبية، ولدت في 26 يوليو 1978 في سول في كوريا الجنوبية.